# Épégard
Épégard – miejscowość i gmina we Francji, w regionie Normandia, w departamencie Eure.
Według danych na rok 1990 gminę zamieszkiwało 416 osób, a gęstość zaludnienia wynosiła 94 osoby/km² (wśród 1421 gmin Górnej Normandii Épégard plasuje się na 519 miejscu pod względem liczby ludności, natomiast pod względem powierzchni na miejscu 732).